# 李性求
李性求（：／ I Seong-gu；日语：／ Ri Seikyū；1911年1月1日—2002年10月14日），本貫韓山李氏，是來自朝鲜半岛的男子篮球运动员及教練，曾代表日本参加1936年夏季奥林匹克运动会篮球比赛，最终队伍获得第九名。

## 經歷
李性求來自日治朝鮮忠清南道天安郡，自普通學校時代即擅長體育，少年時代希望成為棒球運動員。李性求的叔父曾是京城府徽文高等普通学校（現徽文高等學校）的棒球運動員，李性求亦入讀徽文高等普通学校，卻因身形小而被棒球部拒絕加入。
李性求在就讀徽文高等普通学校時經由基督教青年会接觸籃球（據《JUMPBALL》記載，李性求獲徽文高等普通学校籃球部同意加入，接受基督教青年會李惠逢教練的指導）。1930年，李性求升入延禧專門學校（現延世大学），建立籃球部並成為主将。李性求在控衛的位置上的彈跳力與投籃精準度都很出色。1932年，延禧專門学校隊在全朝鮮錦標賽與朝鮮神宮錦標賽獲得優勝。
李性求在1933年畢業後留在延禧專門学校擔任研究員及籃球部教練，還擔任朝鮮籃球協会理事。1934年，李性求應進明女子高等學校教務主任之邀成為該校體育教師，任職10年。1936年1月，作為全日本錦標賽朝鮮代表的延禧專門学校隊由於1名選手因故缺賽，作為相關人員觀賽的李性求獲緊急徵召為選手。李性求參與了半決賽與決賽，朝鮮代表最終在全日本錦標賽獲得優勝。李性求在1936年柏林奧運會作為日本代表團選手參賽。當時日本代表中來自延禧專門学校隊的朝鮮籃球選手還有张利镇與廉殷鉉。日本代表在21国中列第8位。
1945年朝鮮日治時期結束後，李性求在駐朝鮮美國陸軍司令部軍政廳擔任統計局長，亦在韩国银行等任職。李性求還致力於建立大韓民國籃球協會。李性求曾擔任1948年夏季奧林匹克運動會韓國代表團的教練，之後常在亚洲运动会、世界大學運動會等國際比賽擔任韓国代表團的教練與本部職員。李性求曾擔任大韓体育會理事、大韓体育会教練學院院長等體育界要職，為大韓大学體育委員会、亞洲籃球總會等的建立作出貢獻。李性求還曾提議設立亞洲錦標賽女子比賽，1965年首屆亞洲女子籃球錦標賽在首爾特別市舉行。
李性求在1984年任籃球教練協会会長，1998年任韓國女子籃球聯盟總裁。
李性求在1999年出版籃球戰術書《籃球基本背景》（농구의 기본적 배경），此外還出版了《延世籃球50年史》（연세농구 50년사）。

## 榮譽
李性求在1962年獲文化褒章，1971年獲國民勳章牡丹章，1982年獲大韓民国体育賞（功勞賞）。